# Косино (платформа)
Косино — зупинний пункт/пасажирська платформа Казанського/Рязанського напрямків Московської залізниці, у складі лінії МЦД-3, на південному сході Москви, за МКАД. Розташовано на межі районів Косино-Ухтомський та Вихіно-Жулебіно.
Платформа відкрита в 1894 році, названа по селу Косино (відомо з XIV століття, з 1985 року входить до складу Москви). Використовували жителі дачного селища.
Зазнала реконструкції у 2005 році, під час якої було встановлено зелені напівпрозорі навіси, платформа викладена плиткою, замінені всі будівлі. Обладнана турнікетами.
У 2008 р споруджена третя платформа, з вересня 2008 р на платформі мають зупинку експреси «Супутник» Москва - Раменське. «Супутники» можуть скоротити час поїздки від Косино до Москва-Пасажирська-Казанська на 5-6 хв у порівнянні зі звичайними електропоїздами. З 12 вересня 2016 р зупинка всіх «Супутників» скасовано, призначена зупинка на платформі Отдих, через відкриття аеропорту Москва-Жуковський. Ймовірно, що це допоможе вирішити транспортні проблеми жителів районів Жулебіно та Новокосино. Біля платформи планують спорудження автовокзалу.
Одна острівна (розділена на зони для пасажирів «Супутника» і звичайних електропоїздів) та дві берегові платформи.
За 400 м на південний схід від платформи розташовані станції метро «Лермонтовський проспект» та «Косино»